# Tennistoernooi van Rome 2002
|                                     |  |                                          |
| Andre Agassi, winnaar bij de mannen |  | Serena Williams, winnares bij de vrouwen |

Het tennistoernooi van Rome van 2002 werd van 6 tot en met 19 mei 2002 gespeeld op de gravelbanen van het Foro Italico in de Italiaanse hoofdstad Rome. De officiële naam van het toernooi was Tennis Masters Roma.
Het toernooi bestond uit twee delen:
- ATP-toernooi van Rome 2002, het toernooi voor de mannen, van 6 tot en met 12 mei
- WTA-toernooi van Rome 2002, het toernooi voor de vrouwen, van 13 tot en met 19 mei

ATP-toernooi van Rome – WTA-toernooi van Rome

1990 · 1991 · 1992 · 1993 · 1994 · 1995 · 1996 · 1997 · 1998 · 1999 · 2000 · 2001 · 2002 · 2003 · 2004 · 2005 · 2006 · 2007 · 2008 · 2009 · 2010 · 2011 · 2012 · 2013 · 2014 · 2015 · 2016 · 2017 · 2018 · 2019 · 2020 · 2021 · 2022 · 2023 · 2024